# LDraw

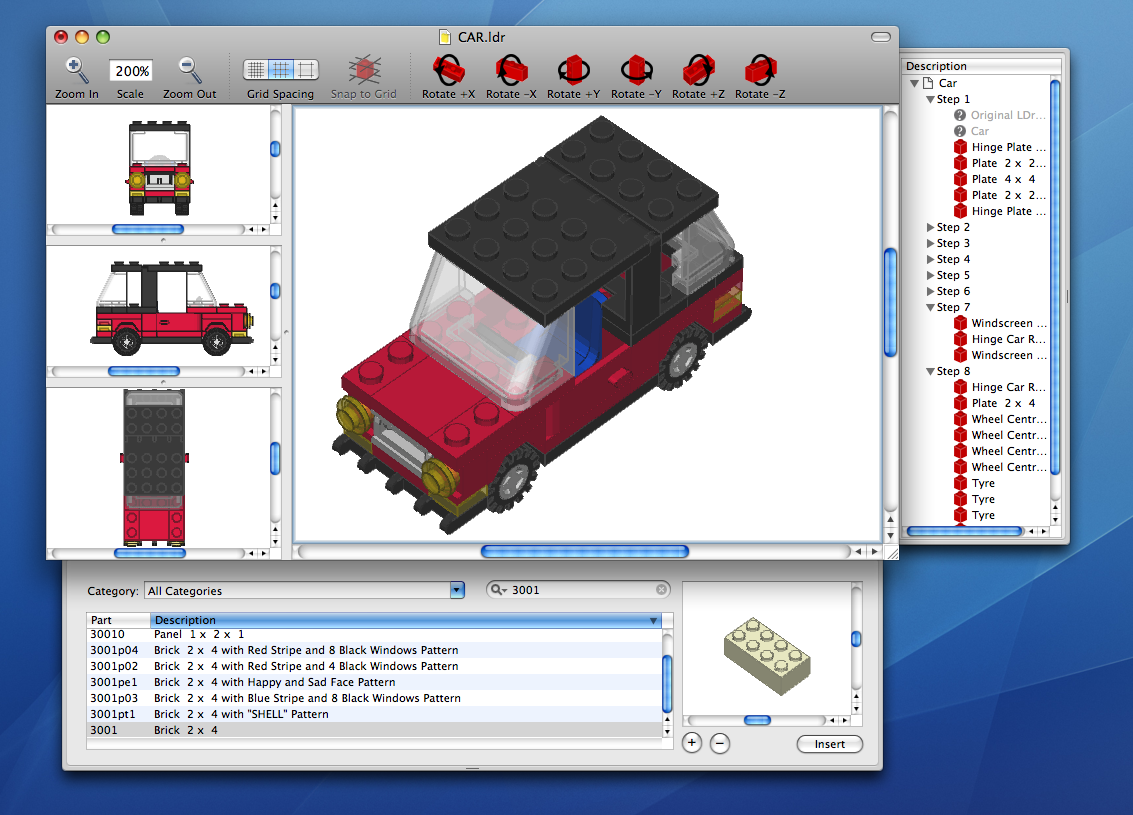
Een schermafbeelding van het gebruik van het programma

LDraw is een database met LEGO-onderdelen.
Deze onderdelen kunnen gebruikt worden in programma's als MLCad. Alle onderdelen zijn zowel in een pakket als apart te downloaden.
De bestanden zijn van het type .dat.
Normaal worden ze opgeslagen in de map C:\LDRAW\.